# Carl Bonde (1741–1791)

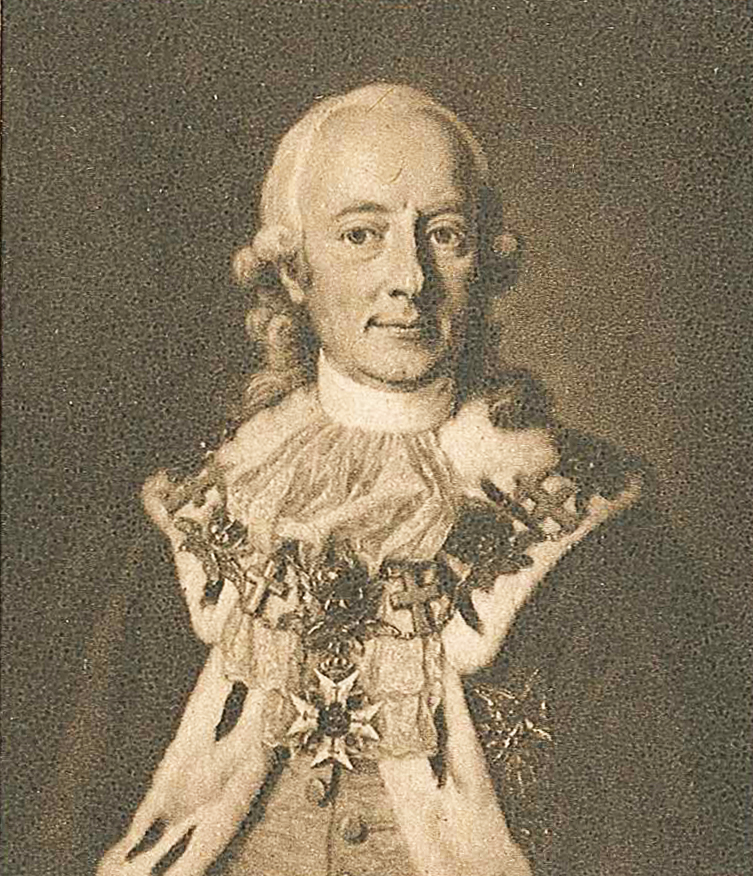
Riksmarskalken Carl Bonde iklädd riksrådsmanteln, som kallades för talaren, samt bärande runt halsen Serafimerordens kedja.

Carl Bonde af Björnö, född den 11 september (gamla stilen) 1741 på Hässelby slott i Stockholm, död den 4 augusti 1791 på Säfstaholms slott i Västra Vingåker, var en svensk greve och riksråd och riksmarskalk.

## Bakgrund
Carl Bonde  var son till Gustav Bonde af Björnö, måg till Gustaf Bonde af Säfstaholm och far till Gustaf Trolle-Bonde.
Carl Bonde var 1754–1758 student vid Uppsala universitet och antogs 1757 till extra ordinarie tjänsteman i kanslikollegium samt förordnades 1760 till extra ordinarie kanslijunkare. Han var kommissionssekreterare 1763–1764 vid sachsiska hovet och 1764–1767 i England. 1770 blev han överkammarherre och hovmarskalk hos prinsessan Sofia Albertina, 1781 president i Vasa hovrätt, 1782 en av rikets herrar samt 1788 riksråd och riksmarskalk.
Han stiftade 1783 Vibyholms fideikommiss och lät även påbörja bygget av det nya Bondeska palatset i kvarteret Rosenbad i Stockholm.
Efter Bondes i Säfstaholms arkiv befintliga dagböcker och anteckningar utgav hans sonsons son greve Carl Trolle-Bonde i serien "Anteckningar om Bondesläkten" 1895 "Riksrådet och riksmarskalken grefve Carl Bonde samt hans närmaste anhöriga" (2 band, i 150 exemplar, med 34 porträtt och 4 avbildningar av Bonde-gods. Rättelser och tillägg finnas i utgivarens 1899 publicerade skildring av landshövdingen greve Nils Bonde af Björnö.

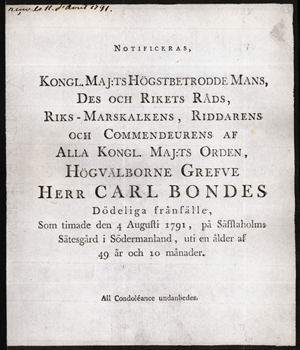
Sorgbrev som skickades ut vid Bondes död 1791.

## Utmärkelser
(Enligt bilderna på sidan)
- Riddare och kommendör av Kungl. Maj:ts Orden (Serafimerriddare)
- Kommendör av Svärdsorden
- Kommendör av Nordstjärneorden
- Kommendör av Vasaorden